# Sylvano Bussotti
Silvano Bussotti detto Sylvano (Firenze, 1º ottobre 1931 – Milano, 19 settembre 2021) è stato un compositore e artista italiano.
Figura decisamente poliedrica, Bussotti è anche conosciuto come pittore, poeta, romanziere, regista teatrale e di film, attore, cantante, scenografo e costumista.
Sylvano Bussotti era Accademico Effettivo dell'Accademia Nazionale di Santa Cecilia.

## Biografia
Nato in una famiglia di artisti (il fratello Renzo e lo zio Tono Zancanaro sono entrambi artisti figurativi), inizia in giovanissima età lo studio del violino, in seguito si iscrive al corso di composizione al conservatorio di Firenze dove avrà come insegnanti Roberto Lupi e Luigi Dallapiccola, sarà però costretto ad interrompere gli studi a causa della guerra.
Approfondisce quindi gli studi di composizione da autodidatta, mentre nel 1956 diventa allievo a Parigi di Max Deutsch; fu proprio a Parigi che ebbe modo di incontrare Pierre Boulez il quale, assieme al musicologo Heinz-Klaus Metzger, lo invitò a seguire i famosi corsi estivi di Darmstadt.
Le prime esecuzioni pubbliche di sue musiche si ebbero nel 1958 in Germania, grazie al pianista statunitense David Tudor, amico e interprete fedele delle opere di John Cage; subito dopo, Cathy Berberian e Pierre Boulez presentarono suoi lavori in Francia. 
Dal 1964 soggiornò due anni negli Stati Uniti, su invito della Fondazione Rockefeller, mentre nel 1972 risiedette per un anno a Berlino; in seguito visse dividendosi tra Milano, Parigi e Firenze.
Per le sue attività compositive ha ricevuto il Premio SIMC (Società Internazionale di Musica Contemporanea) per tre volte (nel 1961, 1963 e 1965), mentre in seguito è stato insignito presso la "Tavola all'Amelia" di Dino Boscarato dell'omonimo premio in occasione della Biennale di Venezia nel 1967, e del premio Psacaropulo a Torino nel 1979. Sue musiche sono correntemente eseguite in tutto il mondo, spesso commissionate da importanti istituzioni (Teatro alla Scala di Milano, Biennale di Venezia, Maggio Musicale Fiorentino, solo per citare alcune realtà nazionali). 
L'Integrale della sua opera pianistica è stata eseguita da Mauro Castellano, suo principale interprete italiano, nel 1998 presso il museo Correr di Venezia.
Parallelamente alla composizione, Bussotti non ha mai smesso di coltivare i suoi altri interessi. Le sue opere pittoriche sono state esposte in molti paesi esteri (spicca tra le altre l'esposizione al Museo d'Orsay di Parigi), e ha realizzato molte regie d'opera (curando spesso sia la regia che l'allestimento scenografico ed i costumi) in teatri e manifestazioni quali il Maggio Musicale Fiorentino, il
Teatro Regio di Torino, la Fenice di Venezia, l'Arena di Verona, il Liceu di Barcellona, la Zarzuela di Madrid, il Teatro alla Scala di Milano. Ha inoltre pubblicato la raccolta di poesie Letterati ignoranti, il saggio letterario I miei Teatri, la raccolta di scritti vari Disordine alfabetico ed il volume illustrato Moda e Musica.
È un esponente e principale promotore di un gruppo di artisti fiorentini, operanti dalla fine della seconda guerra mondiale ad oggi, comprendente Giuseppe Chiari, Giancarlo Cardini, Daniele Lombardi, Albert Mayr, Pietro Grossi e Sergio Maltagliati, denominata Musica d’Arte (Musica visiva e Fluxus). Questi musicisti hanno sperimentato l'interazione tra suono, gesto e visione, una sinesteticità dell'arte frutto delle avanguardie storiche, da Kandinskij al futurismo, da Scriabin a Schönberg, fino al Bauhaus.
È stato inoltre attivo nel campo dell'organizzazione musicale, avendo tenuto l'incarico di direttore artistico del 26º Festival Pucciniano di Torre del Lago, del Teatro La Fenice di Venezia e della sezione Musica della Biennale di Venezia.
Tra i molti riconoscimenti che ha ricevuto, vanno citate le cittadinanze onorarie delle città di Rouen e Palermo; Sylvano Bussotti è stato inoltre Accademia Nazionale di Santa Cecilia, Accademico dell'Accademia Filarmonica Romana e Commandeur de l'Ordre des Arts et des Lettres della Repubblica Francese.

## Stile musicale
La sua musica interpreta l'Eros come forza dionisiaca liberatrice presente nell'uomo. L'osmosi tra i diversi linguaggi lo spinge ad adottare spesso un libero sistema di notazione grafica, che fa di alcuni suoi autografi musicali vere e proprie opere artistiche. Si parla in questi casi di Grafismo Musicale, (precipuo non solo di Bussotti) come esemplificato in Calendario Giapponese per 12 strumenti del 1992, o in Autotondo Tondodono, disegno sonoro indeterminato, omaggio allo zio Tono Zancanaro, edito nel 1991 ed eseguito nello stesso anno in prima esecuzione mondiale dal pianista Mauro Castellano.
In contrasto coll'orientamento strutturalista in voga a Darmstadt nei tardi anni cinquanta, si avvicinò alla musica ed alla filosofia compositiva di John Cage, che conobbe proprio nei corsi estivi tenuti nella città tedesca. Adottò, quindi, un linguaggio molto libero, legato all'Alea e all'indeterminazione, anche se nel suo stile, assolutamente moderno e originale, affiora al tempo stesso l'eco delle esperienze tardo-romantiche ed espressioniste dei suoi compositori preferiti, da Gustav Mahler a Giacomo Puccini ad Alban Berg.
Le sue opere sono edite da Universal, Moeck, Bob e soprattutto da Ricordi, editore di esclusiva a partire dalla fine degli anni cinquanta, mentre Rai Trade è l'editore non esclusivista dei suoi lavori più recenti.

## Opere

### Opere teatrali e balletti
- La Passion selon Sade (mistero da camera, 1965)
- Raramente (mistero coreografico, 4 febbraio 1971 al Teatro Comunale di Firenze)
- Lorenzaccio al Teatro La Fenice di Venezia (1972)
- Bergkristall (balletto, 1973)
- Nottetempo (dramma lirico, 1976) con Oslavio Di Credico al Teatro Lirico di Milano
- Oggetto amato, balletto in 1 atto (1976) con Cathy Berberian e Claudio Desderi al Teatro Lirico di Milano
- La rarità. Potente (1979 al Teatro Regio di Torino)
- Phaidra/Heliogabalus (balletto, 1981 al Teatro Regio di Torino diretta da Bruno Bartoletti)
- Le Racine, (Pianobar pour Phèdre) (opera da camera in 1 prologo, 3 atti e 1 intermezzo per voci, 1980 alla Piccola Scala di Milano)
- Le Bal Mirò (balletto pantomima, 1981 al Teatro La Fenice di Venezia)
- Nympheo, Scartafaccio per opera video e/o lettura da concerto, 1984 a Genazzano, Festival B. O. B.
- Fedra, tragedia lirica, 1988.
- L'ispirazione, melodramma in tre atti, 1988.
- Bozzetto siciliano, opera in un atto, 1988-1989.
- Tieste, La Tragedia, 1993)
- Fedra'ncora, dramma danzato in 13 scene, Roma, 1994.
- Silvano Sylvano. Rappresentazione della vita, opera da camera in un tempo su testi di Sylvano Bussotti (2002-2007).
- Ceneraccio, per voce recitante e orchestra, da antiche favole norvegesi, testo di Fabio Casadei Turroni.

### Altre composizioni
- Due voci per soprano, onde martenot e orchestra (1958)
- Five Piano Pieces for David Tudor per pianoforte (1959)
- lettura di braibanti per voce sola (1959)
- Sette fogli per pianoforte (1959)
- Pièces de chair II per pianoforte, baritono, voce femminile e strumenti (1960)
- Tableaux vivants per due pianoforti (1964)
- Solo per numerosi strumenti a tastiera e un solo esecutore (1966)
- ancora odono i colli per sestetto vocale misto (1967 al Teatro La Fenice di Venezia diretto da Ettore Gracis)
- Marbre per archi e spinetta obbligata (1967)
- Rara-Requiem per voci soliste, coro e grande gruppo strumentale (1969 al Teatro La Fenice)
- I semi di Gramsci poema sinfonico per quartetto d'archi e orchestra (1967-1970)
- Musica per Amici per pianoforte (1971)
- AUTOTONO pittografie per un numero indefinito di strumenti e interpreti (1977)
- Dai, dimmi su! per 11 strumenti (1978)
- Danza di bufera per orchestra (1980)
- Il catalogo è questo, ciclo di quattro lavori sinfonici (1981-1988)
- Rosso per orchestra (1983)
- in memoriam Cathy Berberian per attore, flauto, viola e pianoforte (1984)
- La Fiorentinata per orchestra (1984)
- Qu'un corps défiguré per viola, oboe, fagotto, trombone e percussioni (1986)
- Nuit du faune "concerto per orchestra con poemi e figure" (1990-1991)
- Calendario Giapponese per 12 strumenti (1992)
- Madrelingua per coro maschile, arpa obbligata e orchestra (1994)
- Quarto Quartetto per quartetto d'archi (1995)
- La cellula di Luigi per clarinetto basso, tromba, violino e pianoforte a quattro mani (1997)
- L'INFINITO per attore, due bassi, flauto, clarinetto, violino, violoncello, percussioni e pianoforte a 4 mani (1999)
- Poésies à Maldoror per otto violoncelli (2000)
- Signore non son degno per piccolo coro maschile (2003)
- Te Deum per coro e orchestra (2004)
- Orchestre mozartiane I "nel Nome" per orchestra (a cura di Luigi Esposito, 2005)
- Orchestre mozartiane II "REBUS BENE GESTIS" per orchestra con tromba in Re concertante (2006)

### Lavori grafici, in prosa e in poesia
- I miei teatri, Il Novecento editore, Palermo, 1982.
- Letterati Ignoranti, poesie per musica, Quaderni di Barbablù, Siena, 1986.
- Sylvano Bussotti, nudi ritratti e disegnini, con testi di Romani Brizzi, Trucchi e Bussotti, Il polittico editore, Roma, 1991.
- Non fare il minimo rumore, Edizioni del Girasole, Ravenna, 1997.
- Disordine alfabetico, Spirali edizioni, Milano, 2002.
- La calligrafia di un romanzo uno e due, racconto in Peccati veniali, a cura di A. Veneziani, Coniglio editore, Roma, 2004.
- L'acuto, postfazione a Angelo d'Edimburgo di Fabio Casadei Turroni, edizioni Le Mondine, Molinella, 2006.
- I Mozart vanno vanno, interludio in La notte delle dissonanze, a cura di Sandro Cappelletto, EDT, Torino, 2007.
- Corpi da musica. Vita e teatro di Sylvano Bussotti, a cura di Luca Scarlini, Maschietto Editore, Firenze, 2010 (Catalogo della mostra sulla grafica di Sylvano Bussotti al Museo Marino Marini di Firenze).

## Discografia (parziale)
- Suono, segno, gesto visione a Firenze

(cd 1): S. Bussotti, G. Cardini, G. Chiari, D. Lombardi. 
(cd 2): P.Grossi, G.Chiari, G.Cardini, A.Mayr, D.Lombardi, M.Aitiani, S.Maltagliati (Atopos music 1999-2008).